# Niels Danielsen
Niels Skovgaard Danielsen (født 20. maj 1933 i Hellerup, død 1. oktober 1987) var en dansk sprogforsker og professor ved Odense Universitet. Han var et usædvanlig stort sproggeni, der lærte at læse som 3-årig og gjorde sig bekendt med ca. 80 sprog i løbet af sin karriere, hvoraf han beherskede ca. halvdelen på konversationsniveau. Han udviklede en meget original universel sprogteori, der dog ikke opnåede almen anerkendelse blandt fagfæller. Ved sin død som 46-årig blev han sammenlignet med 1800-tallets store danske sprogforsker Rasmus Rask, hvis levnedsløb Danielsens eget liv havde mange fællestræk med.

## Liv og karriere

### Barndom
Niels Danielsen blev født i 1933 som søn af et lollandsk landmandsægtepar. Han blev imidlertid født i Hellerup, hvor hans mor var på besøg hos familie, da fødslen indtraf. Han voksede op på forældrenes gård Hillestedgaard ved Hillested udenfor Maribo som den yngste af tre børn. Allerede meget tidligt viste han sine ekstraordinære sproglige evner. Han lærte alfabetet som treårig og blev hurtigt en ivrig læser, og han lærte hurtigt polsk fra de polske landarbejdere, som der var mange af på Lolland på det tidspunkt. Som syvårig kom han i skole i Maribo, hvor der var udstationeret tyske tropper under den netop indledte Besættelse. Niels lærte tysk blot ved at høre tilfældige tyske sætninger fra soldaterne i byen og begyndte herefter for alvor at studere fremmedsprog på egen hånd via grammatik- og andre sprogbøger, som han lånte på biblioteket eller på forskellig vis fik fat i. Inden krigen var slut, havde han på denne måde studeret russisk, italiensk, fransk og spansk. Efter krigen kunne han supplere sin indlæring med at høre radioudsendelser på de forskellige sprog. Han kom på Maribo Gymnasium, hvorfra han blev student i 1951, et år før sine jævnaldrende, med et eksamensbevis med lutter topkarakterer bortset fra et enkelt ug minus, som skyldtes, at han havde været overambitiøs ved sin skriftlige tysk-eksamen.

### Studentertid
I sommerferien efter sin studentereksamen blaffede han til Marokko, hvor han stiftede bekendtskab med arabisk, og samme efterår påbegyndte han studier i fransk og tysk ved Københavns Universitet under kendte sprogforskere som Louis L. Hammerich, Peter Jørgensen, Kaj Barr, Kaare Grønbech og ikke mindst Louis Hjelmslev. Hans studier, som også hurtigt omfattede selvstændig forskning, skred derfor hastigt fremad, samtidig med at han tilbragte en del tid med udlandsrejser for at studere sprog på andre læresteder. I 1957 fik han som 23-årig sin første akademiske hæder i form af andenpladsen i en prisopgave om talsystemer i forskellige sprog, hvor han sammenlignede 17 forskellige sprog: indoeuropæisk, gotisk, oldnordisk, oldhøjtysk, oldsaksisk, oldfrisisk, latin, klassisk græsk, oldbulgarsk, litauisk, oldirsk, albansk, armensk, avestisk, sanskrit, finsk og kinesisk. To år senere vandt han Københavns Universitets guldmedalje med afhandlingen Nægtelser på middeltysk. På dette tidspunkt havde han kendskab til ca. 30 sprog.

### Akademisk karriere
I 1962 blev Danielsen cand.mag. og færdiggjorde desuden sin formelle uddannelse ved at få undervisningskompetence til gymnasiet i fransk, tysk og russisk. Han fik dog ikke brug herfor, da han i stedet blev amanuensis i tysk ved sit gamle universitet, mens han samtidig i de følgende år underviste på Folkeuniversitetet og desuden var free-lance-ansat for Danmarks Radio. Da det nye Odense Universitet blev dannet, blev Danielsen lektor i tysk her. I 1968 offentliggjorde han sit første store videnskabelige værk Zum Wesen des Konditionalsatzes som det første bidrag i serien Odense University Linguistic Studies. Samme år forsvarede han sin doktorafhandling Status und Polarität im Gotischen, im Lichte des Kymrischen dargestellt ved Aarhus Universitet, der gjorde ham til dr. phil. Afhandlingen var samtidig den første større præsentation af hans semasio-semantiske teori, som han første gang havde antydet i sin guldmedalje-afhandling ti år tidligere. Den blev vel modtaget og af nogle endda udråbt til et banebrydende værk. Danielsen blev derpå den første professor i tysk sprog og middelalderlig filologi ved Odense Universitet.
Allerede i 1965 var han imidlertid for første gang blevet angrebet af en alvorlig sygdom, som lægerne identificerede ved det følgende angreb tre år senere, og som skulle følge ham resten af livet og i sidste ende koste ham det: multipel sklerose. Han besluttede at fortsætte med sit arbejde så normalt som muligt, så længe han kunne, inklusive sine mange rejser til andre lande for at studere sprog. Dette indebar blandt andet en rejse til USA, hvor han studerede menomini-indianernes sprog, hvilket de gengældte for ved at gøre ham til æresmedlem af stammen. I en portrætartikel i 1969 i anledning af den 36-årige sprogforskers udnævnelse til professor skrev Lolland-Falsters Folketidende, at Danielsen utvivlsomt havde Danmarksrekord i studierejser, idet han siden 1956 havde studeret i Berlin, Italien, Jugoslavien, Grækenland, München, Paris (på Sorbonne), Polen, Rumænien, Ungarn, Tyrkiet og Wales, alle på studierejser, der havde strakt sig fra tre måneder op til et år og omfattede ikke mindre end 79 sprog.
Han fortsatte i den følgende snes år med at offentliggøre en række videnskabelige værker, herunder den eneste dansksprogede fremstilling af hans sprogteori Fokus på syntaksen i 1974 og An Essay on Nomos and Human Language, udgivet af Videnskabernes Selskab i 1976, og fortsætte sit øvrige videnskabelige arbejde, blandt andet ved oprettelsen af et nyt lingvistisk videnskabeligt tidsskrift ved Odense Universitet med navnet NOWELE (North-Western European Language Evolution). I 1986 var han blevet så syg, at han måtte hospitalsindlægges og fratræde sin stilling ved universitetet.
Danielsen døde i 1987, kun 54 år gammel. I lingvisten Laurits Rendboes oversigt over Danielsens liv skrev Rendboe, at Danielsen af nogle blev betragtet som en af de største danske sprogforskere siden Rasmus Rask i begyndelsen af 1800-tallet, og at Danielsens og Rasks levnedsløb i øvrigt på mange måder lignede hinanden: Begge var landbobørn, der viste deres sproglige evner i en meget tidlig alder, begge fik heldigvis en god uddannelse med kompetente lærere, begge fokuserede tidligt målrettet på filologiske studier, havde et ekstremt talent for selvstændig forskning og udviklede helt nye teorier, der stred imod de hidtil anerkendte tanker i deres fag, begge mødte kraftig modgang og mangel på anerkendelse fra nogle af deres fagfæller, og begge fik kortsluttet deres strålende karrierer tragisk tidligt af dødelige sygdomme. Men begge efterlod også en intellektuel arv af blivende værdi.

## Privatliv
I 1966 blev Danielsen gift med Dorrit Danielsen, der også var lollik. De fik en søn i 1967 og en pige i 1968.

## Hæder
Niels Danielsen blev udnævnt til ridder af Dannebrogordenen i 1978.